# قره‌داغ‌لی، شکی
قره‌داغ‌لی (به لاتین: Qaradağlı) یک منطقه مسکونی در جمهوری آذربایجان است که در شهرستان شکی واقع شده‌است. قره‌داغ‌لی ۲۶۶ نفر جمعیت دارد.